# Adrian Budka
Adrian Budka (ur. 26 stycznia 1980 w Zduńskiej Woli) – polski piłkarz oraz futsalista występujący na pozycji pomocnika.
Większość kariery spędził w Widzewie Łódź, w którym rozpoczynał profesjonalną karierę i występował na poziomie Ekstraklasy, I ligi, a także w IV i III lidze, rozgrywając 210 spotkań dla klubu. Występował także w m.in. w Śląsku Wrocław, Pogoni Szczecin, Arce Gdynia czy futsalowej Gatcie Zduńska Wola. W 2006 reprezentant Polski w piłce nożnej.

## Życiorys
Karierę piłkarską rozpoczął w lokalnym klubie MKS MOS Zduńska Wola. Talent Budki szybko dostrzegli działacze Widzewa i przed sezonem 1998/1999 sprowadzili go do Łodzi. Młody piłkarz pełnił rolę głębokiego rezerwowego w naszpikowanym wówczas gwiazdami Widzewie, ale mimo to udało mu się zagrać w 7 pierwszoligowych spotkaniach. W barwach łódzkiej drużyny zadebiutował 22 sierpnia 1998 w meczu z GKS-em Katowice, zakończonym zwycięstwem Widzewa 2:0. Był to jednocześnie debiut Budki w polskiej Ekstraklasie. Jesienią następnego sezonu trafił do Włókniarza Konstantynów Łódzki, do którego został wypożyczony na dwa lata.
Wiosną sezonu 2001/02 Budka trafił do skierniewickiej Unii. Zespół z trudem utrzymał się w tej klasie rozgrywek, zapewniając sobie utrzymanie w ostatnim meczu sezonu ze Zniczem Pruszków (0:0). Wiosną kolejnego sezonu pomocnik przeniósł się z III do IV ligi – do Włókniarza Mirsk. Do ostatniej kolejki walczył z zespołem o awans do wyższej klasy rozgrywkowej, jednak ostatecznie zajął 3. miejsce w lidze i nie uzyskał promocji do III ligi.
W sezonie 2003/04 zduńskowolanin trafił do II-ligowego wówczas Polaru Wrocław. Zadebiutował w nim 9 sierpnia 2003 w przegranym 0:2 meczu z Cracovią. Już w kolejnym spotkaniu wpisał się na listę strzelców – 13 sierpnia z KSZO (2:2, później wynik anulowano). Łącznie dla wrocławskiego zespołu rozegrał 32 spotkania i strzelił 4 bramki. Pokazał się tam z dobrej strony, nie pomógł jednak kolegom utrzymać się w II lidze. Budka grał w Polarze jeszcze przez pół roku. Piłkarz w grudniu 2004 złożył do PZPN wniosek o rozwiązanie kontraktu z winy klubu, natomiast w styczniu rozwiązał umowę z Polarem za porozumieniem stron.
W drugiej części sezonu 2004/05 pomocnik trafił do ekstraklasowego Górnika Łęczna, w którym rozegrał tylko 3 mecze. Zadebiutował w nim w meczu z Cracovią, zakończonym remisem 0:0 (18 marca 2005). Ostatecznie zajął ze swoim zespołem 7. miejsce w tabeli.
W sezonie 2005/06 zakotwiczył w II-ligowym Śląsku Wrocław. Zadebiutował w nim 31 lipca w meczu z Zawiszą Bydgoszcz, zakończonym wygraną Śląska 1:0. 13 sierpnia strzelił pierwszą bramkę dla Śląska w meczu z Podbeskidziem (3:2). We Wrocławiu wyrobił sobie opinię jednego z najlepszych prawych pomocników w II lidze, co otworzyło mu ponownie przepustkę do ekstraklasy.
Latem 2006 roku Budka przeniósł się do Widzewa, z którym podpisał trzyletni kontrakt. Swojego premierowego gola w najwyższej klasie rozgrywkowej w Polsce zdobył 18 listopada 2006 w meczu z Cracovią, zakończonym porażką łodzian 1:2. W barwach Widzewa spisywał się na tyle dobrze, że w grudniu 2006 otrzymał powołanie do reprezentacji Polski. Ostatecznie zajął z klubem 12. miejsce w lidze. Zagrał w 26 spotkaniach ligowych i strzelił 1 bramkę. Rok później uzyskał jeszcze lepszy bilans indywidualny, pod koniec sezonu otrzymał również opaskę kapitana, ale Widzew sezon zakończył na 15. miejscu w tabeli i spadł do I ligi.
W sezonie 2008/09 zajął z Widzewem 1. miejsce w tabeli końcowej, jednak z powodu decyzji PZPN w związku z aferą korupcyjną nie otrzymał awansu do Ekstraklasy. 20 stycznia 2009 Budka przedłużył kontrakt z łódzkim klubem o kolejne trzy lata. W sezonie 2009/10 ponownie wywalczył z Widzewem awans do Ekstraklasy.
6 stycznia 2012 podpisał 2,5-letni kontrakt z klubem I ligi Pogonią Szczecin, który początkowo miał obowiązywać od lipca 2012, ale kluby porozumiały się co do przejścia pomocnika przed rozpoczęciem rundy wiosennej. W Pogoni Budka zadebiutował 17 marca w spotkaniu 21. kolejki I ligi z Piastem Gliwice (2:1), zdobywając zwycięską bramkę dla nowej drużyny. W ostatnim meczu sezonu 2011/12 przeciwko Arce Gdynia strzelił gola na wagę awansu Pogoni do Ekstraklasy. Przez rok grał w najwyższej klasie rozgrywkowej, a po sezonie 2012/2013 został z nim rozwiązany kontrakt.
5 września 2013 roku został piłkarzem Arki Gdynia, w której grał do zakończenia sezonu 2013/2014.
W najwyższej klasie rozgrywkowej w piłce nożnej Budka rozegrał do tej pory 117 meczów, w których zdobył 11 bramek.
W sezonie 2014/2015 był zawodnikiem występującej w Futsal Ekstraklasie Gatty Zduńska Wola, w której jednak nie zdołał się przebić do podstawowego składu. W ekstraklasie znalazł się w kadrze Gatty osiem razy.
W 2015 roku, ponownie został zawodnikiem Widzewa Łódź. Reaktywowana drużyna sezon 2015/2016 rozpoczęła w IV lidze. Budka wybrał numer 16, z którym w przeszłości reprezentował już barwy łódzkiego klubu, oraz otrzymał opaskę kapitana. W sezonie 2015/16, wystąpił w 26 ligowych meczach Widzewa, strzelając 3 gole i wygrał z klubem rozgrywki IV ligi- awansując tym samym do III ligi. 12 marca 2017, przeciwko Świtowi Nowy Dwór Mazowiecki, rozegrał swoje 200. ligowe spotkanie w barwach Widzewa. Po sezonie 2016/17, odszedł z klubu. Jego bilans meczów dla Widzewa zatrzymał się na 210 spotkaniach.

## Kariera piłkarska
| Sezon       | Klub                          | Kraj   | Rozgrywki             | Mecze | Bramki |
| ----------- | ----------------------------- | ------ | --------------------- | ----- | ------ |
| 1997/98     | MKS MOS Zduńska Wola          | Polska |                       | -     | -      |
| 1998/99     | Widzew Łódź                   | Polska | I liga                | 7     | 0      |
| 1999/00 (j) | Włókniarz Konstantynów Łódzki | Polska |                       | -     | -      |
| 1999/00 (w) | Widzew Łódź                   | Polska | I liga                | 0     | 0      |
| 2000/01     | Włókniarz Konstantynów Łódzki | Polska |                       | -     | -      |
| 2001/02 (j) | Widzew Łódź                   | Polska | I liga                | 0     | 0      |
| 2001/02 (w) | Unia Skierniewice             | Polska | III liga              | -     | -      |
| 2002/03     | Unia Skierniewice             | Polska | III liga              | -     | 3      |
| 2002/03 (w) | Włókniarz Mirsk               | Polska | IV liga               | -     | 0      |
| 2003/04     | Polar Wrocław                 | Polska | II liga               | 32    | 4      |
| 2004/05 (j) | Polar Wrocław                 | Polska | III liga              | -     | 4      |
| 2004/05 (w) | Górnik Łęczna                 | Polska | Idea Ekstraklasa      | 3     | 0      |
| 2005/06     | Śląsk Wrocław                 | Polska | II liga               | 33    | 2      |
| 2006/07     | Widzew Łódź                   | Polska | Orange Ekstraklasa    | 26    | 1      |
| 2007/08     | Widzew Łódź                   | Polska | Orange Ekstraklasa    | 27    | 4      |
| 2008/09     | Widzew Łódź                   | Polska | I liga                | 31    | 2      |
| 2009/10     | Widzew Łódź                   | Polska | I liga                | 25    | 1      |
| 2010/11     | Widzew Łódź                   | Polska | Ekstraklasa           | 24    | 3      |
| 2011/12 (j) | Widzew Łódź                   | Polska | T-Mobile Ekstraklasa  | 17    | 2      |
| 2011/12 (w) | Pogoń Szczecin                | Polska | I liga                | 10    | 2      |
| 2012/13     | Pogoń Szczecin                | Polska | T-Mobile Ekstraklasa  | 13    | 1      |
| 2013/14     | Arka Gdynia                   | Polska | I liga                | 29    | 1      |
| 2015/16     | Widzew Łódź                   | Polska | IV liga; grupa łódzka | 26    | 3      |
| 2016/17     | Widzew Łódź                   | Polska | III liga: grupa I     | 27    | 2      |
| 2017/18     | Unia Skierniewice             | Polska | IV liga: grupa łódzka | ?     | ?      |

## Kariera futsalowa
| Sezon   | Klub               | Kraj   | Rozgrywki          | Mecze | Bramki |
| ------- | ------------------ | ------ | ------------------ | ----- | ------ |
| 2014/15 | Gatta Zduńska Wola | Polska | Futsal Ekstraklasa | 8     | 0      |

## Kariera reprezentacyjna
W reprezentacji Polski wystąpił w jednym spotkaniu przeciwko Zjednoczonym Emiratom Arabskim, wygranym przez Polskę 5:2.
| l.p. | Data           | Miejsce  | Przeciwnik                   | Rezultat | Rozgrywki  | Grał | Uwagi | Raport |
| ---- | -------------- | -------- | ---------------------------- | -------- | ---------- | ---- | ----- | ------ |
| 1.   | 6 grudnia 2006 | Abu Dabi | Zjednoczone Emiraty Arabskie | 5-2      | towarzyski | 45'  |       | [ 23 ] |